# Амерички булдог
Амерички булдог је велика пасмина која потиче од изумрлог старог енглеског булдога. Користи се на фармама, псећим спортовима, као и за изложбе. Амерички булдог је део америчке културе и историје, као својеврсна културна икона у САД. Ова раса је представљена као снажна и жестока.

## Основно
- Мужјак
  - Висина од 56 до 71 цм
  - Тежина од 41 до 61
- Женка
  - Висина од 43 до 66 цм
  - Тежина од 30 до 50

## Историја
Предак америчког је стари енглески булдог којег су у Северну Америку довели емигранти из радничке класе, који су своје псе желели задржати као помоћ на фармама. Уместо да се брину о одржавању чистоће расе и одређеним генетским особинама, радни пољопривредници гајили су псе са најбољим квалификацијама за радове на пољу. Агилност, интелигенција и лојалност пасмине учинила их је веома корисним за управљање стадом, као и за лов. 
Првобитно су били коришћени у монструозном, варварском спорту борби бикова. У тим борбама, показали су способност и снагу да победе чак и јачег противника. Због свега овога и услед људске кривице, тј. неадекватне дресуре, амерички булдози окарактерисани су као агресивни пси. До краја Другог светског рата, пасмина је скоро изумрла све док неколико узгајивача није прешло на југ, како би је оживели.
Данас, амерички булдог није у опасности од изумирања и ужива све већу популарност, или као пас чувар или као породични пас.

## Карактеристике пса

### Нарав
Амерички булдог је самоуверен, друштвен и активан пас који је опуштен са својом породицом. Ствара веома чврст однос са својим власницима, а најсрећнији када му се пружа много пажње. Може да скочи 0.91 метар у висину због велике мишићне густине. Пријатељски су настројени, интелигентни и нежни, иако их управо та сензитивна природа често доводи до тога да буду територијални и превише сумњичави према странцима. Због овога су одлични породични пси и чувари, а веома добро се слажу са децом, али ће им, као и свим псима, бити потребна дресура.

### Глава
Глава је велика и широка, те даје доминантан изглед. Када се гледа са стране, лобања и њушка су паралелне. Лобања је велика, равна, дубока и широка између ушију. Вилице су мишићаве, одајући велику снагу. Усне су релативно пуне, тамније боје. Амерички булдог има 42 зуба, равномерно распоређена. Нос је велики, са широким, отвореним ноздрвама. Преферира се црна боја, али и нијансе црвене или смеђе су прихватљиве. Очи су средње величине, а преферира се тамносмеђа боја, али све су боје прихватљиве. Уши се могу купирати, али преферирају се природне уши. Оне су мале до средње величине, високо постављене, а могу бити оборене, полу подигнуте или подигнуте. Врат је мишићав, и на најширој тачки, широк је као и глава. 

### Тело
Груди су дубоке и умерено широке, са много простора за срце и плућа. Задње ноге су веома мишићаве, а шапе су округле, средње величине. Реп је или природан или купиран, али преферира се природан. Природан реп је на почетку дебео, ниско постављен.
Длака је кратка, а варира о глатке до круте на додир. Дужина длаке је 2.50 цм или мање. Главна боја америчких булдога је бела, а може бити и бело-тиграста, бело-црвена, тиграста. Може бити чисто бели. Бело-тиграсти амерички булдог је беле боје са значајним мрљава било које допуштене боје, или боја са опсежним белим мрљама. Бело-црвени амерички булдог варира од тамноцрвене до светлосмеђе боје.

## Нега и здравље
Амерички булдог би требало да живи у стану или кући са власником. Ако имате двориште, пожељно је да дане проводе у њему јер су изузетно активни. Њихове потребе за активностима могуће је задовољити дужим дневним шетњама уз поводац или неком енергичном игром.
Пошто је длака оштре структуре довољно је повремено четкање тврдом четком, а у периодима лињања сваки други дан. Лињају се веома мало и то два пута годишње. Купати га само када је то неопходно. Познати су по томе што доста балаве, што је, у ствари, заједничко за све булдоге. Стога их треба брисати их кад год је то потребно.
Генерално су доброг здравља, а неки здравствени проблеми јављају се код одређених генетичких стабала, док су болести као дисплазија кука, тумор, ентропија и ектропија очног капка и трепавице
Животни век им је до 16 година. Женка у просеку оштени 11 штенаца.